# 乌尔夫·本特松
乌尔夫·本特松（瑞典語：Ulf Bengtsson，1960年1月26日—2019年3月17日），瑞典男子乒乓球运动员。他曾获得2枚欧洲乒乓球锦标赛金牌和2枚铜牌，2枚世界乒乓球锦标赛银牌。